# Герасимов Олег Іванович
Олег Іванович Герасимов (*23 січня 1955) — український вчений-фізик. Доктор фізико-математичних наук, професор. Академік АН ВШ України з 2010 р.

## Біографія
Народився в Одесі в сім'ї вчительки та інженера-будівельника. У 1972 р. закінчив середню школу і вступив до фізичного факультету Одеського державного університету ім. І. І. Мечнікова, який закінчив із відзнакою у 1977 р. В цьому ж році вступив до аспірантури, яку закінчив у 1980 р. Працював науковим співробітником, завідувачем лабораторії теоретичної фізики. У 1982 р. захистив у Київському державному університеті ім. Т. Шевченка кандидатську дисертацію. Працював доцентом кафедри теоретичної фізики Одеського університету до 1991 р. В 1991 р. вступив до докторантури Київського державного університету і в 1994 р. захистив у Інституті теоретичної фізики ім. М. М. Боголюбова докторську дисертацію. У 1994 р. був обраний завідувачем кафедри фізики (тепер кафедра загальної і теоретичної фізики) Одеського гідрометеорологічного інституту (тепер Одеський державний екологічний університет).У 1996 р. був обраний професором.

## Наукова діяльність
Основні напрямки досліджень: розв’язання  задач статистичної фізики складних (нерівноважних, нелінійних ) багаточастинкових систем (класичні рідини, розчини, колоїдні системи,  хімічно реагуючі матеріали, запорошена плазма, ядерна матерія, гранульована матерія); дослідження нерівноважних процесів, фазових переходів та критичних явищ у складних динамічних дисипативних системах; розвиток квантової теорії розсіяння на багатоцентрових потенціалах; застосування методів фізичних досліджень при вивченні і моделюванні процесів та систем у довкіллі. Автор понад 200 наукових робіт, серед яких 6 монографій, 8 навчальних посібників та 12 конспектів лекцій.
Здійснив наукове керівництво 5 дисертаціями.
Координує роботу Навчально-наукового центру «Фізика довкілля» (МОН та НАН України), співпрацює з міжнародними науковими установами за напрямком досліджень «Фізика складних нелінійних нерівноважних систем».

## Нагороди
Нагороджений почесними грамотами та Почесним знаком «За наукові досягнення» МОН України, Почесною грамотою Президії Національної Академії Наук України, Почесними грамотами Обласної держадміністрації та Одеського державного екологічного університету.Командор Ордена Корони Королівства Бельгія.